# Melodyka
Melodyka – element dzieła muzycznego porządkujący następstwo dźwięków. Też: zespół cech melodii charakterystycznych dla danego stylu, epoki, grupy kompozytorów, np. melodyka barokowa, melodyka w utworach Fryderyka Chopina.
Melodykę dzieli się na: wokalną (przewaga sekund, ograniczona ruchliwość) i instrumentalną (większe zróżnicowanie interwałowe).
Ze względu na charakter melodii wyróżnia się melodykę: 
- kantylenową – śpiewną (np. pieśni solowe F. Schuberta)
- ornamentalną – cechuje się sporą liczbą ozdobników. Często pojawia się w utworach Domenico Scarlattiego (m.in.: sonaty) oraz Fryderyka Chopina (m.in.: Nokturny op.9)
- deklamacyjną – naśladuje mowę ludzką. Cechuje się niewielką ruchliwością (np. recytatyw)
- figuracyjną – cechują ją liczne pochody, pasaże i rozłożone akordy. Często występuje w etiudach, kaprysach oraz innych gatunkach wirtuozowskich (m.in.: 24 kaprysy na skrzypce solo Niccolò Paganiniego)

Ze względu na kierunek gry wyróżnia się melodykę:
- wznoszącą – melodia rozwija się do góry
- opadającą – melodia rozwija się w dół
- łukową – melodia wznosi się i opada (bądź odwrotnie)
- falującą – melodia na przemian wznosi się i opada wiele razy
- opartą na repetycjach dźwięku (tremolo)

Prócz tego mamy jeszcze melodykę:
- diatoniczną – poruszającą się po dźwiękach danych dla określonej skali
- chromatyczną – w której pojawiają się dźwięki obce dla skali

Ze względu na rodzaj śpiewu można wyodrębnić melodykę:
- sylabiczną – na jeden dźwięk przypada jedna sylaba
- melizmatyczną – na jedną sylabę przypada kilka dźwięków. Najczęściej łączy się ona z melodyką figuracyjną lub kantylenową (wykorzystywana w średniowiecznym chorale gregoriańskim)
- deklamacyjną – muzyczna recytacja (melorecytacja).